# Perranuthnoe
Perranuthnoe è un villaggio con status di parrocchia civile della costa sud-occidentale della Cornovaglia (Inghilterra sud-occidentale), facente parte del distretto di Penwith ed affacciato sulla Mount's Bay. Conta una popolazione di circa 2.200 abitanti. (tratto della Manica).

## Geografia fisica

### Collocazione
Il villaggio di Perranuthnoe si trova nella parte orientale del tratto di costa che si affaccia sulla Mount's Bay (la baia in cui si trova St Michael's Mount) ed è situato tra Marazion e Cudden Point (rispettivamente ad ovest/sud-eest del villaggio e a nord/nord-ovest del promontorio) .

## Società

### Evoluzione demografica
Al censimento del 2011, la parrocchia civile di Perranuthloe contava una popolazione pari a 2.184 abitanti.
Nel 2011, contava invece 2.200 abitanti, mentre nel 1991 ne contava 1.830.

## Storia
L'area in cui sorge la parrocchia civile di Perranuthnoe è abitata sin dall'epoca preistorica.
Il villaggio è tuttavia menzionato per la prima volta nel Domesday Book (1086).
La popolazione del villaggio crebbe tra la metà e la fine del XVII secolo.

## Monumenti
- Chiesa di San Michele e San Piran[4]